# 超風速
超風速是田徑術語，在短跑比賽中，氣候條件對於短跑成績取得好成績至關重要。 空氣阻力是短跑中最主要的氣候因素。強逆風會嚴重阻礙發揮，而順風會使得成績顯著提高。因此，在室外200公尺以下的短跑比賽中若要被認定為「紀錄」（包括地域紀錄和賽會紀錄），順風條件下最多只允許最大2.0米/秒（即時速7.2公里）自然順風。超過順風速度上限者，成績在當次賽會上有效，但賽後不會被認定為「紀錄」。 

## 例子
1996年4月13日，巴巴多斯的奧巴德里·湯普森於艾爾帕索跑出9.69秒的百米成績，是當時的最好「成績」。但是他是藉助於每秒5米的順風達到的這個「成績」，超過了IAAF規定的2米每秒，不會被列為百米「紀錄」。